# Сокровище (фильм, 2024)
«Сокровище» (англ. Treasure) — немецко-французская трагикомедия режиссёра Юлии фон Хайнц. Сюжет фильма основан на романе 1999 года «Слишком много мужчин» Лили Бретт. Главные роли в фильме исполнили Лина Данэм и Стивен Фрай.
Мировая премьера фильма состоялась 17 февраля 2024 года на 74-м Берлинском международном кинофестивале. Релиз фильма в США запланирован на 14 июня 2024 года.

## Сюжет
Это история Рут (Лена Данэм), молодой женщины из Нью-Йорка, которая вскоре после падения  «железного занавеса» сопровождает своего отца Эдека (Стивен Фрай) в Польшу, чтобы увидеть дом его детства, остатки семейного наследия и концентрационный лагерь Освенцим, в котором он чудом выжил.
Отец использует свое свободное владение польским языком, чтобы казаться привыкшим к окружающей среде, и заводит дружбу со всеми, кто встречается на пути. Эта жизнерадостность маскирует глубокое недоверие к полякам и настороженность по поводу копания в прошлом, дабы Рути не постигла участь его близких, что не является иррациональным страхом после Кельцкого погрома в июле 1946 года, на который Эдек прямо ссылается.

## В ролях
- Лина Данэм — Рут
- Стивен Фрай — Эдек
- Збигнев Замаховский — Штефан
- Роберт Беста — менеджер отеля
- Оливер Иви — Витек
- Давид Кшистечко — Михал
- Моника Обмалко — менеджер
- Деннис Папст — владелец отеля

## Производство
Режиссёром фильма, который предварительно назывался Iron Box, стала Юлия фон Хайнц. Она же написала сценарий совместно с Джоном Квестером. Продюсерами фильма, главные роли в котором получили Лина Данэм и Стивен Фрай, выступили компании Seven Elephants и Good Thing Going.
Съёмки фильма проходили с 21 февраля 2023 года по 7 мая 2023 года в Германии в Берлине, Саксонии-Анхальт, Тюрингии и в Польше. 18 из 39 съёмочных дней проходили в центральной Германии весной 2023 года. Основным местом съёмок был город Галле.
В январе 2024 года кинокомпании Bleecker Street и FilmNation Entertainment приобрели права на кинопрокат фильма в США. Мировая премьера фильма состоялась 17 февраля 2024 года на 74-м Берлинском международном кинофестивале в специальной секции Berlinale.

## Восприятие
На сайте-агрегаторе Rotten Tomatoes фильм имеет рейтинг одобрения критиков 41 % на основе 56 рецензий со средней оценкой критиков 5,4/10. Однако среди проверенных зрителей фильм имеет рейтинг 91% со средней оценкой 4.3/5, а среди всех зрителей - рейтинг 88% со средней оценкой 4.4/5. 
Тим Роби из The Daily Telegraph оценил фильм на 2 из 5 и отметил: «Мрачный, вялый и всегда на верной стороне респектабельности, фильм Юлии фон Хайнц в конечном итоге справляется со своей задачей, приходя к утешающим выводам о самых ужасных событиях XX века».
Кевин Махер из The Times оценил фильм на 4 из 5 и отметил: «Стивен Фрай и Лена Данэм — двойное действие харизмы, которая так нужна (кто бы мог подумать?) в этой сдержанной душещипательной драме о подавленном горе и натянутых семейных отношениях.».
Юлия Шагельман («Коммерсантъ») посчитала, что «фильму не всегда удаётся соблюсти хрупкий баланс между темами масштабными, как поколенческие и национальные травмы, и более интимными, как отношения родителей и взрослых детей: Юлия фон Хайнц то работает тонко и деликатно, то вдруг скатывается к плакатным упрощениям».